# Изложбе „Скулптура у слободном простору” и „Простор”
Изложбe „Скулптура у слободном простору” и „Простор” су традиционалне годишње изложбе Удружења ликовних уметника Србије које се одржавају од 1957. године. Циљ изложбе је посматрање слободног облика у слободном простору који је специфичан.

## Хронологија
- Изложба „Скулптура у слободном простору” (1957)
- Изложба „Скулптура у слободном простору” (1964)
- Изложба „Скулптура у слободном простору” (1965)
- Изложба „Скулптура у слободном простору” (1967)
- Изложба „Скулптура у слободном простору” (1968)
- Изложба „Скулптура у слободном простору” (1969)
- Изложба „Скулптура у слободном простору” (1970)
- Изложба „Скулптура у слободном простору” (1971)
- Изложба „Простор” (1972)
- Изложба „Простор” (1973)
- Изложба „Простор” (1974)
- Изложба „Простор” (1975)
- Изложба „Простор” (1976)
- Изложба „Простор” (1977)
- Изложба „Простор” (1978)
- Изложба „Простор” (1979)
- Изложба „Простор” (1980)
- Изложба „Простор” (1981)
- Изложба „Простор” (1982)
- Изложба „Простор” (1983)
- Изложба „Простор” (1984)
- Изложба „Простор” (1985)
- Изложба „Простор” (1986)
- Изложба „Простор” (1991)